# Isola di Capo Rizzuto
Isola di Capo Rizzuto es una localidad italiana de la provincia de Crotona, región de Calabria, con 15.023 habitantes.

## Evolución demográfica
| Gráfica de evolución demográfica de Isola di Capo Rizzuto entre 1861 y 2001 |
|                                                                             |
| Fuente ISTAT - Elaboración gráfica por parte de Wikipedia                   |